# テレフォン (映画)
『テレフォン』（Telefon）は、1978年に公開されたアメリカ合衆国のアクション・サスペンス映画。

## ストーリー
アメリカ国内で軍事基地が破壊される事件が多発し、事件の犯人は普通の市民達であった。ただ、彼らは、「森は美しく暗く深い。だが約束を果たし、眠りにつくまでに道はまだ遠い…」という詩を電話で聞かされ、催眠術にかかったように爆破活動へ向かっていた。
調査していくと、彼らはかつてのソ連の留学生であった。しかし実はデタントにより不要になったかつての作戦「テレフォン作戦」のため洗脳させられた自爆工作員であった。
事件を知ったKGB本部は、作戦手帳を盗みソ連から脱出したタカ派のダルチムスキーが米ソ関係悪化を狙い一連の事件を起こしていたのであるとにらみ、ボルゾフ少佐をアメリカへ派遣し、在米KGBのバーバラと夫婦になり済まさせ、事件解明とダルチムスキーの粛清に向かったのであった。

## キャスト
| 役名                  | 俳優                   | 日本語吹替                                                                                             |
| 役名                  | 俳優                   | フジテレビ版 （吹替補完版）                                                                            |
| --------------------- | ---------------------- | --- |
| ボルゾフ少佐          | チャールズ・ブロンソン | 大塚周夫 （大塚周夫）                                                                                  |
| バーバラ              | リー・レミック         | 武藤礼子 （恒松あゆみ）                                                                                |
| ダルチムスキー        | ドナルド・プレザンス   | 島宇志夫 （町田政則）                                                                                  |
| ドロシー              | タイン・デイリー       | 朝井良江                                                                                               |
| マルチェンコKGB大佐   | アラン・バデル         | 宮川洋一                                                                                               |
| ストレルスキーKGB長官 | パトリック・マギー     | 大木民夫                                                                                               |
| サンドバーグ          | フランク・マース       | 家弓家正                                                                                               |
| バスコム              | ジョン・ミッチャム     | 大山高男                                                                                               |
| エンダース            | ハンク・ブラント       | 筈見純                                                                                                 |
| ストローラー          | ジョン・カーター       | 緑川稔                                                                                                 |
| 不明 その他           | N/A                    | 市川千恵子 仲木隆司 北村弘一 清川元夢 塚田恵美子 向殿あさみ 沢木郁也 龍田直樹 目黒裕一 小林由利 岡和男 |
| 日本語版制作スタッフ  |                        | |
| 演出                  | 演出                   | 春日正伸                                                                                               |
| 翻訳                  | 翻訳                   | 宇津木道子                                                                                             |
| 効果                  | 効果                   | 新音響                                                                                                 |
| 調整                  | 調整                   | 近藤勝之                                                                                               |
| 制作                  | 制作                   | コスモプロモーション                                                                                   |
| 解説                  | 解説                   | 高島忠夫                                                                                               |
| 初回放送              | 初回放送               | 1982年12月4日 『ゴールデン洋画劇場』 21:02-22:54 正味93分57秒 吹替補完版 WOWOW 2014年2月9日            |